# Augusta de Saxe-Weimar-Eisenach
Pour les articles homonymes, voir Augusta.
Titres
Reine consort de Prusse
2 janvier 1861 – 9 mars 1888
(27 ans, 2 mois et 7 jours)
Impératrice consort allemande
18 janvier 1871 – 9 mars 1888
(17 ans, 1 mois et 20 jours)
Signature
Marie Louise Augusta Catherine de Saxe-Weimar-Eisenach (en allemand Maria Luisa Augusta Katharina von Sachsen-Weimar-Eisenach), née le 30 septembre 1811 à Weimar et décédée le 7 janvier 1890 à Berlin, naquit duchesse de Saxe-Weimar-Eisenach puis, par mariage, devint princesse puis reine consort de Prusse, puis impératrice allemande (Deutsche Kaiserin).

## Famille
Fille de Charles-Frédéric de Saxe-Weimar-Eisenach, grand-duc de Saxe-Weimar-Eisenach, et de Maria Pavlovna de Russie, la princesse est l'arrière-petit-fille de la duchesse Anne-Amélie de Brunswick-Wolfenbüttel qui, à la mort prématurée de son mari, assuma la régence, fit de Weimar une « Nouvelle Athènes » et confia l'éducation de son fils à Wieland, Herder et surtout Goethe.
C'est sur le territoire du duché de Saxe-Weimar que se déroula la fameuse bataille d'Iéna, ville connue pour son université, où la Prusse et l'Autriche furent écrasées par les Français. Cette bataille sonna le glas du Saint-Empire romain germanique. Archétype de la femme libre du XVIIIe siècle, la duchesse douairière Anne-Amélie s'éteignit en 1807 dans une confédération du Rhin dominée par l'empire français. Son fils, Charles-Auguste lutta contre les Français. Consacrant la défaite de la France impériale, en mariant son successeur à une grande-duchesse de Russie, le duc Charles-Auguste avait trouvé dans le tsar un puissant protecteur et son duché fut élevé au rang de grand-duché par le congrès de Vienne. La timide duchesse Louise de Hesse-Darmstadt, amie d'enfance de la reine de France Marie-Antoinette et proche parente de tous les souverains de la nouvelle Confédération germanique, avait révélé sa force d'âme en devenant une figure de la résistance à l'occupant. Libéral et généreux, le grand-duc fut le premier souverain Allemand à accorder une constitution à ses sujets. Il mourut en 1828 laissant le trône à son fils, Charles-Frédéric de Saxe-Weimar-Eisenach, qui n'avait pas les mêmes capacités que ses prédécesseurs mais était le beau-frère du tsar lequel avait épousé la princesse Charlotte de Prusse. En revanche, la grande-duchesse Maria Pavlovna était une femme cultivée, musicienne à l'esprit ouvert.
Le couple avait donné naissance à quatre enfants dont l'aîné était mort au berceau. Lui restaient deux filles Marie née en 1808 et Augusta née en 1811 ainsi qu'un fils, héritier du trône, Charles-Alexandre né en 1818.
La princesse Augusta est la nièce et, par mariage, la belle-sœur du tsar Nicolas Ier de Russie. Par conséquent, elle est aussi la tante et la cousine du tsar Alexandre II. Par sa grand-mère paternelle, Louise de Hesse-Darmstadt, figure de la résistance à l'impérialisme Français, elle cousine avec toutes les maisons souveraines de la Confédération germanique. Elle est notamment une cousine germaine de la princesse royale Hélène de Mecklembourg-Schwerin, épouse du prince royal Français et mère du prétendant orléaniste Philippe d'Orléans (1838-1894). Par sa mère, elle cousine avec le roi Guillaume III et la reine Sophie des Pays-Bas.

## Mariage

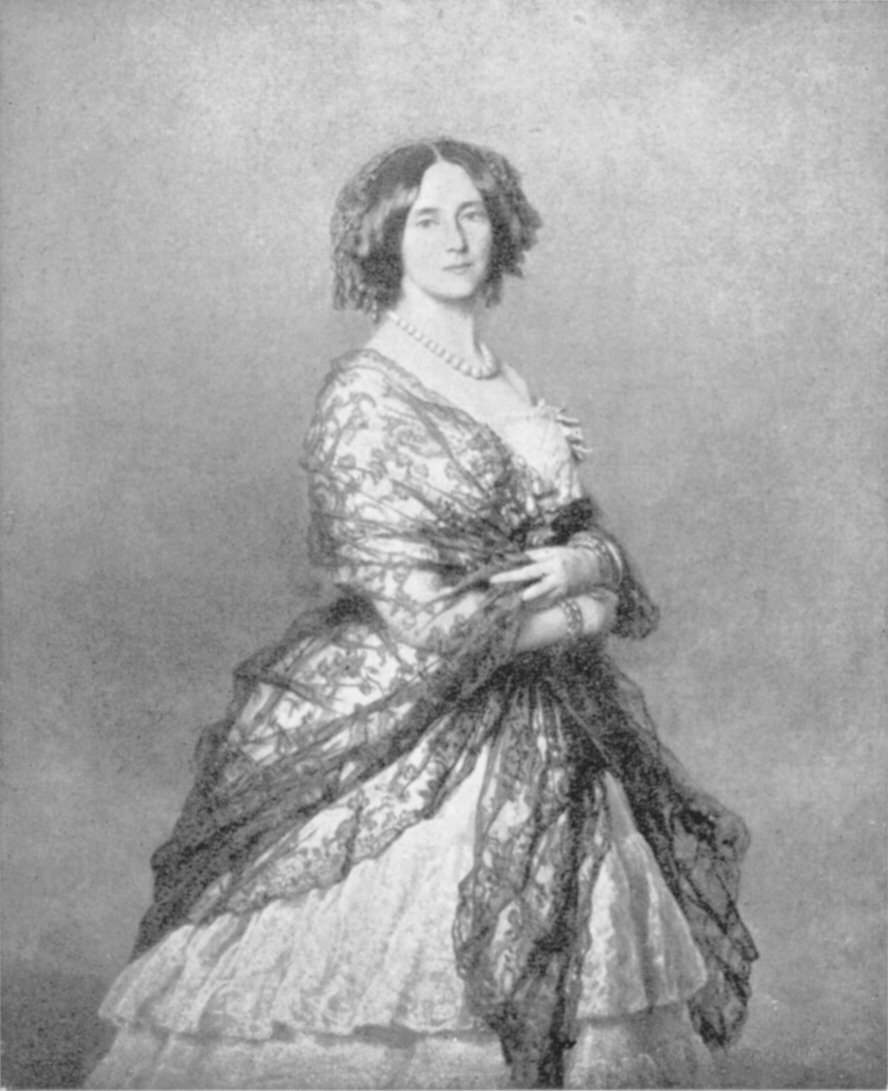
Portrait d'Augusta de Saxe-Weimar-Eisenach, reine de Prusse, œuvre de Franz Xaver Winterhalter.

Nièce du tsar Nicolas Ier de Russie, c'est au cours d'un voyage en Russie que la jeune Augusta âgée de 15 ans et sa sœur aînée Marie, âgée de 18 ans, firent une excellente impression à la tsarine Alexandra Feodorovna, née Charlotte de Prusse. Celle-ci les proposa pour épouse à ses deux frères, les princes Guillaume, 29 ans et Charles, 25 ans.
En effet, le Kronprinz de Prusse, qui avait épousé en 1823 la princesse Élisabeth de Bavière, n'en avait pas eu d'enfant. Les mariages de ses frères Guillaume et Charles s'imposaient.
L'aînée des princesses, Marie, fut destinée à Guillaume, l'aîné des princes, tandis que la cadette, Augusta, fut destinée au cadet, Charles. Mais, contrairement à ce qui était prévu, Charles et Marie s'éprirent l'un de l'autre. Quant au prince Guillaume, il était passionnément épris de la princesse Élisa Radziwiłł.
Après d'âpres discussions, Charles et Marie se marièrent en 1827 et eurent dès l'année suivante un fils, Frédéric-Charles de Prusse, potentiel futur successeur de son oncle le roi Frédéric-Guillaume IV puis deux filles.
Il fallut encore deux ans de négociations pour que Guillaume, pourtant soutenu par son père mais appelé à succéder à son frère, renonce à la princesse polonaise et épouse à 32 ans Augusta qui en avait 17 et à qui il annonça comme cadeau de noces qu'il ne pourrait jamais oublier son grand amour. Déjà, il avait écrit à sa sœur la tsarine que sa fiancée le « laissait froid ».
La cérémonie eut lieu le 11 juin 1829, en la chapelle du château de Charlottenbourg.
De cette union naîtront deux enfants :
- Frédéric-Guillaume (1831-1888) qui épousa en 1858 Victoria du Royaume-Uni (d'où postérité) et succéda à son père en 1888.
- Louise (1838-1923) qui épousa Frédéric Ier, grand-duc de Bade (1826-1907) en 1856 (d'où postérité).

La princesse Augusta fit encore deux fausses-couches, l'une en 1840, l'autre en 1843.
Le couple des princes héritiers étant stérile, Augusta était la mère du futur souverain prussien sur lequel elle eut une influence durable. Sa sœur Marie qui, avant le mariage de sa sœur avait donné naissance à un garçon, en était jalouse.

## Princesse de Prusse
Élevée à la cour cultivée de Weimar, Augusta se révélait une femme de devoir, libérale et profondément pacifiste. Elle pratiquait la musique et la peinture. Énergique, elle souffrit de n'avoir que la seconde place à la cour de Berlin après la princesse royale Élisabeth.
Elle se réjouit cependant sincèrement de l'avènement de son beau-frère qui devint en 1840 Frédéric-Guillaume IV de Prusse qui, en tant que prince royal, avait ouvertement professé des opinions libérales. Las, devenu roi, il revint rapidement à la politique conservatrice de ses prédécesseurs.
Déçue, ayant fait une première fausse couche, condamnée à l'inactivité, Augusta commença à souffrir de troubles maniaco-dépressifs.
Bien qu'elle eût sur lui une certaine influence, elle ne s'entendit pas longtemps avec son mari qui professait des convictions militaristes et conservatrices affirmées. Le soutien qu'il apporta à la répression violente des mouvements révolutionnaires de 1848 l'obligera à chercher refuge en Angleterre. Augusta et ses deux enfants se cantonnèrent dans leur château de Potsdam.

Coblence, au confluent de la Moselle et du Rhin

Guillaume revint bientôt en Prusse. Prudemment, son frère le nomma en 1850 gouverneur de la Rhénanie Prussienne. Le couple s'installa à Coblence, où Augusta passa les plus belles années de sa vie. Princesse protestante dans une ville catholique, elle traita avec un égal respect tous ses sujets, soutint les mouvements caritatifs et associatifs féminins, fit aménager les bords du Rhin en promenade. Elle obtint que leur fils fût envoyé à l'université de Bonn ce qui en soi constituait une sorte de révolution. La cour de Berlin critiquait également sa tolérance envers les catholiques rhénans. En 1856, sa fille, la princesse Louise de Prusse épousa le grand-duc Frédéric Ier. En janvier 1858, le prince Frédéric-Guillaume, héritier potentiel de son oncle, épousa à Londres la princesse Victoria du Royaume-Uni, fille aînée de la reine du Royaume-Uni qui avait accueilli le prince Guillaume lors de son exil anglais.

## Reine consort

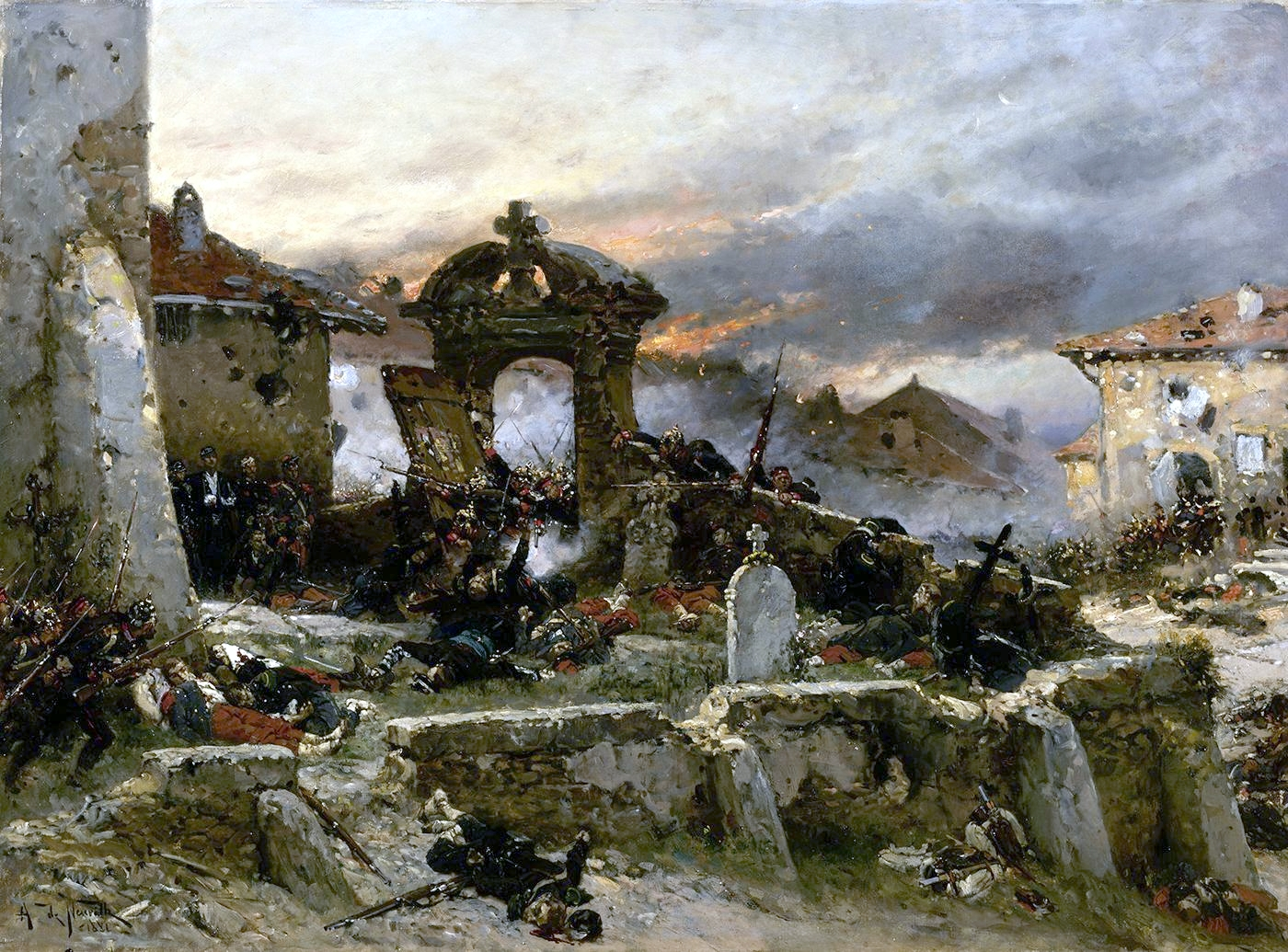
Bataille de Saint-Privat (1870). Profondément pacifique, la reine se soucia de faire soigner les blessés et de former des soignants.

Le roi Frédéric-Guillaume IV montrant des signes de démence, Guillaume devint régent en 1858 puis roi en 1861. Il appela à ses côtés des proches de l'époque de Coblence et nomma son cousin, le libéral prince Charles-Antoine de Hohenzollern-Sigmaringen, ministre président du royaume.
Confronté au parlement qui refusait de voter les crédits militaires, le prince dut se retirer en 1862 et Guillaume Ier, après avoir pensé à abdiquer, lui donna pour successeur l'ultra-conservateur et belliciste comte de Bismarck dont le cynisme ne pouvait que heurter la reine Augusta. Celle-ci se vengea sur la femme du nouveau ministre-président.
Consternée par les guerres contre le Danemark puis contre l'Autriche, elle ne partagea pas les joies des victoires prussiennes mais s'affligea du sort des morts et des blessés. Elle fonda plusieurs œuvres caritatives pour leur venir en aide, s'inspirant de l’œuvre de Florence Nightingale.
Elle se retira souvent à Baden, station balnéaire huppée où elle allait soigner ses nerfs et visiter sa fille devenue en 1856 grande-duchesse de Bade.
Après une troisième guerre victorieuse, cette fois contre la France, son mari fut proclamé empereur allemand dans la Galerie des glaces du Château de Versailles le 18 janvier 1871.

## Impératrice
Souveraine francophile d'une Allemagne nationaliste, elle eut pour médecin Karl Aberle et pour lecteur le poète français Jules Laforgue de 1881 à 1886. Elle avait été une amie proche du diplomate français Adolphe Fourier de Bacourt. A l'instar de son arrière-grand-mère, Anne-Amélie de Brunswick, libérale et ouverte d'esprit dans une Allemagne conservatrice et protestante, elle fut critiquée pour sa défense d'œuvres catholiques lors de son séjour à Coblence ; elle se heurta également souvent plus tard à l'autoritarisme du chancelier, le prince de Bismarck.
La fin des années 1870 et les années 1880 voient le mariage de ses petits-enfants et les naissances de ses arrière-petits-enfants : la première, Charlotte de Prusse, épouse en 1879 le duc Bernard III de Saxe-Meiningen ; en 1880, Victoria de Bade épouse le futur Gustave V de Suède et, en 1881, le futur Guillaume II d'Allemagne épouse une princesse de Hosltein réputée libérale. Il n'en sera rien mais elle donnera neuf arrière-petits-enfants à l'impératrice en 11 ans tandis qu'en 1888, Henri de Prusse épouse sa cousine Irène de Hesse-Darmstadt, grande amie de l'impératrice, et malheureuse porteuse du gêne de l'hémophilie venant de leur grand-mère commune la reine Victoria du Royaume-Uni. Le dernier mariage avant la mort de l'impératrice est celui de Sophie de Prusse, qui épouse en 1889 le diadoque de Grèce, futur roi Constantin Ier de Grèce.

## Le temps des deuils
Le 23 février 1888, elle a la tristesse de perdre son petit-fils, Louis de Bade (1865-1888), 22 ans ; puis en mars 1888, Augusta devient veuve et, en juin, elle perd son unique fils et ses espoirs politiques, le libéral Frédéric III. Cette fin tragique et prématurée (le nouvel empereur n'avait que 57 ans mais était atteint d'un cancer de la gorge) mettait également un terme aux espoirs des libéraux dont l'impératrice douairière faisait partie.

### Décès et inhumation
Augusta de Saxe-Weimar-Eisenach décéda le 7 janvier 1890 à Berlin. Elle fut inhumée aux côtés de son époux dans le mausolée construit dans le parc du château de Charlottenburg.
Le 20 mars suivant, le prince de Bismarck est démis de ses fonctions par le jeune empereur Guillaume II qui entend veiller seul aux destinées de l'Allemagne.

## Généalogie
Augusta de Saxe-Weimar-Eisenach appartient à la lignée de Saxe-Weimar-Eisenach issue de la branche Ernestine, elle-même issue de la Maison de Wettin.

## Phaléristique
- Dame de l'ordre de Sidonie (royaume de Saxe) (1871).

## Statuaire
La ville de Coblence lui rend hommage dès 1896 en élevant un monument à sa mémoire sur les bords du Rhin qu'elle avait fait aménagés en promenade « Kaiserin Augusta Anlage ». La dédicace évoque une impératrice « inoubliable ».
Un buste de l'impératrice se trouve à Baden-Baden, ville d'eau du grand-duché de Bade. Le grand-duc Frédéric Ier avait épousé la princesse Louise de Prusse, fille de l'impératrice.

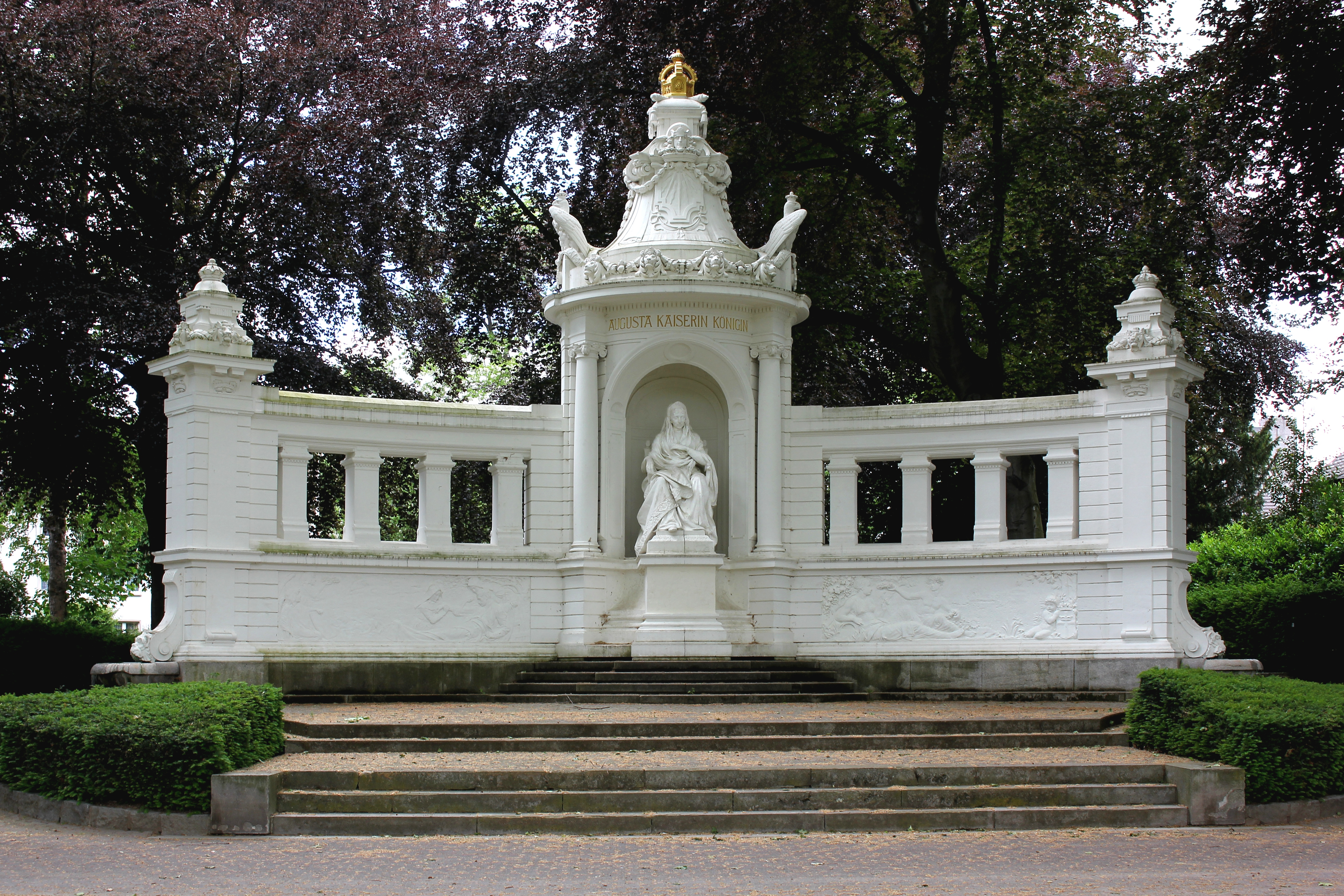
Le mémorial de l'impératrice à Coblence
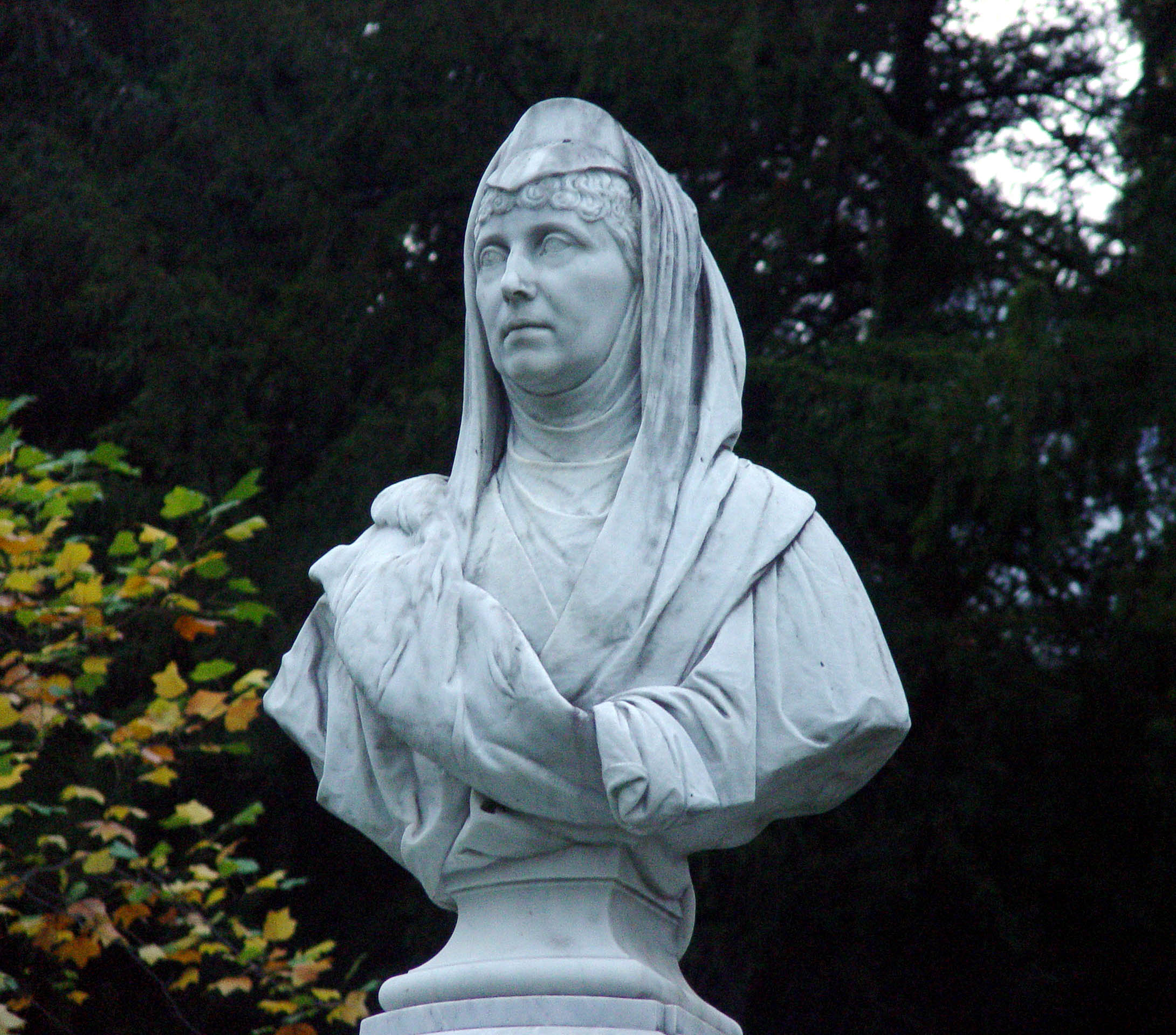
Buste d'Augusta de Saxe-Weimar à Baden-Baden

## Sources
- Jean-Charles Volkmann, Généalogies des rois et des princes, Ed. Jean-Paul Gisserot.  (ISBN 978-2877473743)

- (en) Cet article est partiellement ou en totalité issu de l’article de Wikipédia en anglais intitulé « Augusta of Saxe-Weimar-Eisenach » (voir la liste des auteurs).